# Murave
Murave este o localitate din comuna Gorenja vas - Poljane, Slovenia, cu o populație de 75 de locuitori.